# Dofus, livre 1 : Julith
Pour les articles homonymes, voir Dofus (homonymie).
Pour plus de détails, voir Fiche technique et Distribution.
Dofus - livre 1 : Julith est un film d'animation en deux dimensions français réalisé par Anthony Roux et Jean-Jacques Denis, sorti en 2016.
Le film se déroule en l'An 400. A Bonta, majestueuse cité de la paix, le jeune Joris Jurgen vit tranquillement avec son père adoptif Kerubim Crépin, vieil homme-chat. Mais quand il essaye d'approcher sa plus grande idole, Khan Karkass, joueur de boufbowl, il se produit un événement diabolique : l'ignoble Julith, femme aux grands pouvoirs magiques, est de retour et veut prendre sa revanche en volant le Dofus Ébène (un œuf de dragon qui renferme d'étranges pouvoirs) ! Avec ses nouveaux amis Khan et Bakara, Joris pourra-t-il sauver sa ville ? Va-t-il pouvoir se libérer des griffes de l'abominable Julith ?
Le film fait partie de l'univers principal de la société Ankama, le Krosmoz et la planète du Monde des Douze, avec notamment les jeux vidéo Dofus et Wakfu et les séries animées Wakfu et Dofus : Aux trésors de Kerubim. Il se situe chronologiquement trois ans après ce dernier et deux siècles environ avant le jeu vidéo Dofus.
Il s'agit du premier long métrage des studios Ankama Animations et de ses réalisateurs, entièrement réalisé dans le nord de la France, à Roubaix. Fortement inspiré par l'univers du manga et du Club Dorothée, le film, sorti après cinq années d'écriture et dix-huit mois de production, reçoit des critiques mitigées par la presse et n'atteint pas les 900 000 entrées espérées.

## Synopsis
Introduction: Le Dofus Ivoire et le Dofus Ébène, deux œufs de dragon aux pouvoirs infinis ont toujours suscité la convoitise. Bonta et Brâkmar, deux cités ennemies se livraient une guerre pour ces Dofus Julith, gardienne du Dofus Ébène marcha sur Bonta, Jahash partit lui faire face avec à ses côtés l'éclatante armée de Bonta. Après 69 jours d'un combat à l'issue incertaine, quelque chose d'inattendu se produisit, Julith et Jahash tombèrent amoureux. Ils se marièrent et eurent un enfant nommé Joris. Mais secrètement, Julith brûlait toujours du désir de voir chuter Bonta, elle brisa les liens sacrées du mariage et déchaîna le Dofus Ébène sur Bonta, la ville fut détruite en un instant et c'est Jahash qui se sacrifia en claquant le Dofus Ivoire sur le Dofus Ébène. L'Ivoire fut consumé et l'Ébène brisée.
Mais les Bontariens ne se laissèrent pas faire et en l'espace de 10 ans, ils reconstruisirent la cité. 10 ans ont passé depuis le sacrifice de Jahash et les Bontariens se sont tous réunis au palais du roi pour célébrer Jahash mais Julith revint plus forte que jamais. Elle se débarrassa de la garde royale en quelques secondes et déroba le Dofus Ébène sous les yeux de la foule. Le lendemain de l'attentat au palais, Joris se réveillait et il dessinait tranquillement jusqu'à ce que sa meilleur amie, Lilotte entra dans sa chambre par la fenêtre et venait lui donner le journal de la gazette de Bonta. Il était écrit dans le Journal que Khan Karkass la grande star de Boufbowl ferait des recrutements aujourd'hui au stade de Bonta. Joris était tellement excité, Khan est son idole depuis qu'il est tout petit, il est comme un dieu pour lui. Joris et Lilotte firent la course jusqu'en bas et ils jouèrent à Chalœil (1,2,3 Soleil) avec Kerubim, le père adoptif de Joris. Ils prirent tous ensemble leur déjeuner et partirent installer la boutique de Kerubim mais Kerubim reçut un message de Bakara, la sœur de Jahash qui lui demandait à lui parler de toute urgence. Joris demanda ensuite s'il pouvait l'emmener au stade pour les recrutements de Khan mais Kerubim dit qu'il avait une course importante à faire et que Joris et Lilotte devait garder la boutique en attendant qu'il revienne. Papycha partit au lieu de rendez-vous de Bakara et elle lui apprirent que Julith était de retour et qu'elle avait en sa possession le Dofus Ébène, Kerubim se précipita pour aller mettre en sécurité Joris avant qu'il ne soit trop tard. Mais Joris désobéit aux ordres de Papycha et il partit avec Lilotte au stade, Joris réussirent à se faufiler à travers les gardes et à arriver aux recrutements, il passa le test et faisait désormais partie de l'équipe de Khan. Mais Papycha arriva et il était furieux contre Joris car il avait désobéi et Joris se rebella en disant que Louis (la maison vivante) était pas une maison mais une prison et que Kerubim était vieux croûton et il s'enfuit.
La nuit tomba sur Bonta et Joris réfléchit à ses actes et aux paroles qu'ils avaient prononcés à Kerubim, il décida de retourner chez lui pour s'excuser c'est Khan Kharkass qui le raccompagna chez lui. Mais il était trop tard, Julith l'avait trouvé et voulait s'en prendre à lui, Kerubim et Bakara défendu Joris mais Kerubim mourrut durant le combat et Julith commença à arracher le dragon Grougalorasalar du corps de Joris c'est en utilisant le peu de souffle qu'il lui restait que Kerubim parvient à ouvrir un portail vers la dimension Ecaflip, ils réussirent tous à entrer dans le portail sauf Lilotte que Julith captura avant que la maison ne se mette à brûler. Arrivé à Ecaflip, Kerubim prononça ses dernières paroles à Joris avant de mourir évaporé, Bakara expliqua toute l'histoire à Joris, la bataille entre Bonta et Brâkmar, la trahison de Julith, le sacrifice de Jahash et elle lui révéla être à Joris que son père est Jahash et sa mère Julith et qu'elle était sa tante. Bakara révéla aussi à Joris que quand les deux Dofus se sont claqués, l'âme de Grougalorasalar se réfugia dans le corps de Joris et que la seule façon de vaincre Julith était de récupérer le Dofus Ivoire gardé en sécurité dans le temple de Kerubim qui se trouvait au sommet de la Dimension Ecaflip. Sur le chemin, ils rencontrèrent Atcham, le frère ennemi de Kerubim qui avait pour mission de ramener Joris auprès de sa mère mais ils refusèrent et après un court combat ou Joris éveilla les pouvoirs du dragon en lui, il firent un trêve avec Atcham le temps qu'ils récupèrent le Dofus Ivoire. Ils durent tous ensemble travailler en équipe pour résoudre l'énigme et les pièges du temple et enfin, trouver le Dofus Ivoire et ils rencontrèrent Dardonkal, le dragon du Dofus Ivoire qui devait choisir son gardien, il finit pas choisir Joris et il ressuscite Kerubim. De retour à Bonta, Bakara devient folle, elle vole le Dofus de Joris et livre un duel contre Julith, avec les pouvoirs du Dofus Ivoire, Bakara a l'avantage mais elle ne fait plus attention aux personnes qui l'entoure, jusqu'à ce que Julith utilise le Dofus Ébène pour contrer ses attaques. Mais la boule de feu de Bakara se dirige vers Joris mais Atcham se sacrifie pour lui et Julith récupère le Dofus Ivoire et il lui suffit de quelques secondes pour arrêter Bakara. Elle propose alors à Joris de la rejoindre pour qu'elle puisse ressusciter Jahash et reformer une famille tous ensemble mais il découvre vite ses réelles intentions. Pour faire revenir Jahash, il faut sacrifier 1 000 vies pour ressusciter Jahash, Julith va utiliser le dofus Ébène pour sacrifier les spectateurs du match de Boufbowl. Joris parvint à s'enfuir et à retourner auprès de ses amis, pendant ce temps, les huppermages et le roi de Bonta se font tuer. Après avoir vu ses amis mourir un par un, Joris est le dernier à pouvoir arrêter Julith. Il utilise la puissance du Dofus Ivoire pour se propulser à travers le stade, sauter haut dans le ciel avant de retomber en direction du Dofus Ébène. Il était à deux dois d'y parvenir sans compter l'intervention de Julith au dernier moment, mais dans un dernier regard, Julith comprit que ce qu'elle faisait était mal et elle claqua le Dofus Ivoire contre le Dofus Ébène, Joris réussit à convaincre Grougalorasalar de ramener toutes les vies qui ont été sacrifiées, et toutes les personnes mortes revinrent à la vie. Et à la fin, ils se font tous un gros câlin de groupe.
Scène mi-générique: On peut apercevoir Joris descendre dans le sous-sol de la maison et mettre les Dofus dans un coffre gardé en sécurité.
Scène post-générique: Bakara envoie un message à Khan pour dire que leur rendez-vous est annulé.

## Personnages
Certains personnages, comme Joris et Kerubim, sont des personnages récurrents dans l'univers du Krosmoz.
Joris Jurgen
C'est le héros du film, il a 10 ans et il est un huppermage (élémentaliste). Petit personnage mystérieux, il vit avec son « papycha », Kerubim Crépin, son père adoptif.
Lilotte
Jeune Ouginak (chien humanoïde), Lilotte est la meilleure amie de Joris. Orpheline, elle aime faire tout ce qu'elle veut, quand elle veut.
Luis
C'est l'âme diabolique (un « shushu ») de la maison de Kerubim, qui lui permet de se déplacer.
Kerubim Crépin
Vieil Écaflip (chat humanoïde) brocanteur, Kerubim et est un ancien aventurier à la retraite et il est aussi le père adoptif de Joris et le fils préférer du dieu Écaflip. Il meurt dans son combat contre Julith et renaît sous forme de chaton. Il devient ainsi le fils de Joris, où il apparaît comme tel dans la série animée Wakfu.
Bakara Jurgen
Apprentie Huppermage, Bakara est très timide et n'a pas confiance en elle. Sœur de Jahash, elle est donc la tante de sang de Joris.
Guy
Arbitre des matchs de Boufbowl dans lesquels apparaît Khan Karkass, il recrute les joueurs, met en place les événements, et sert de « penseur » à Khan Karkass. Il s'allie finalement à Marline lors de son plan pour discréditer Khan.
Khan Karkass
Grand joueur de Boufbowl, sport classique du Monde des Douze, Khan Karkass a une immense confiance en soi. Pris d'un coup de foudre pour Bakara, il essaye de la charmer tout au long de l'aventure, mais sans succès. Initialement prévu pour être un personnage du projet télévisé abandonné Dofus : Welsh et Sheldar, le personnage de Karkass est finalement recyclé dans le film.
Julith Jurgen
Antagoniste principale du film, Huppermage de Brakmar, Julith vole le Dofus Ébène dont elle est l'ancienne gardienne. Il se révèle qu'elle est dirigeante de Brakmar, cité ennemie de Bonta. Elle tombe cependant sous le charme de Jahash et c'est de leur union que naît Joris. Lorsque le Dofus Ébène lui est volé une première fois pour la destruction de Bonta, ce fut elle qui fut inculpée par erreur. Elle essaye, par tous les moyens, de ramener son mari Jahash à la vie.
Jahash Jurgen
Huppermage puissant et défenseur de Bonta, Jahash est le frère de Bakara et le père de sang de Joris. Il se sacrifie pour Bonta lorsque le Dofus Ebène est lâché au-dessus de sa cité pour la détruire. Étant le gardien du Dofus Ivoire, Jahash s'élance vers le Dofus Ébène, et le met au contact de son Dofus. Il en résulte une forte explosion qui le tue sur le coup. Il a la particularité de ne pas prononcer un mot durant toute la longueur du film.
Atcham
Il est le frère de Kérubim mais il ne s'entend pas avec lui. C'est Joris qui va le faire revenir à la raison avant qu'il ne meure en se sacrifiant pour protéger ce dernier sous la colère de Bakara. Il renaît par la suite et devient le fils adoptif de Joris.
Marline
Fan de Khan Karkass, Marline ne rêve que d'une chose : pouvoir jouer au côté de son idole. Déçu de ne pas avoir été pris pour être son passeur, il s'incarne en un Khan Karkass lors du match de Boufbowl final pour le ridiculiser en public.
Rudolph
Déçu également de ne pas avoir été choisi pour être passeur dans l'équipe de Boufbowl de Khan, il aidera Marline dans son projet.
Moines de l'Île aux Moines
Ce sont les sbires de Julith. Ils participent également au combat final pour protéger le Dofus Ébène.
Jumelles Grimalkine
Huppermages et gardes du corps du Roi de Bonta.

## Fiche technique
Sauf indication contraire, les informations mentionnées dans cette section peuvent être confirmées par la base de données cinématographiques IMDb,  présente dans la section « Liens externes ».

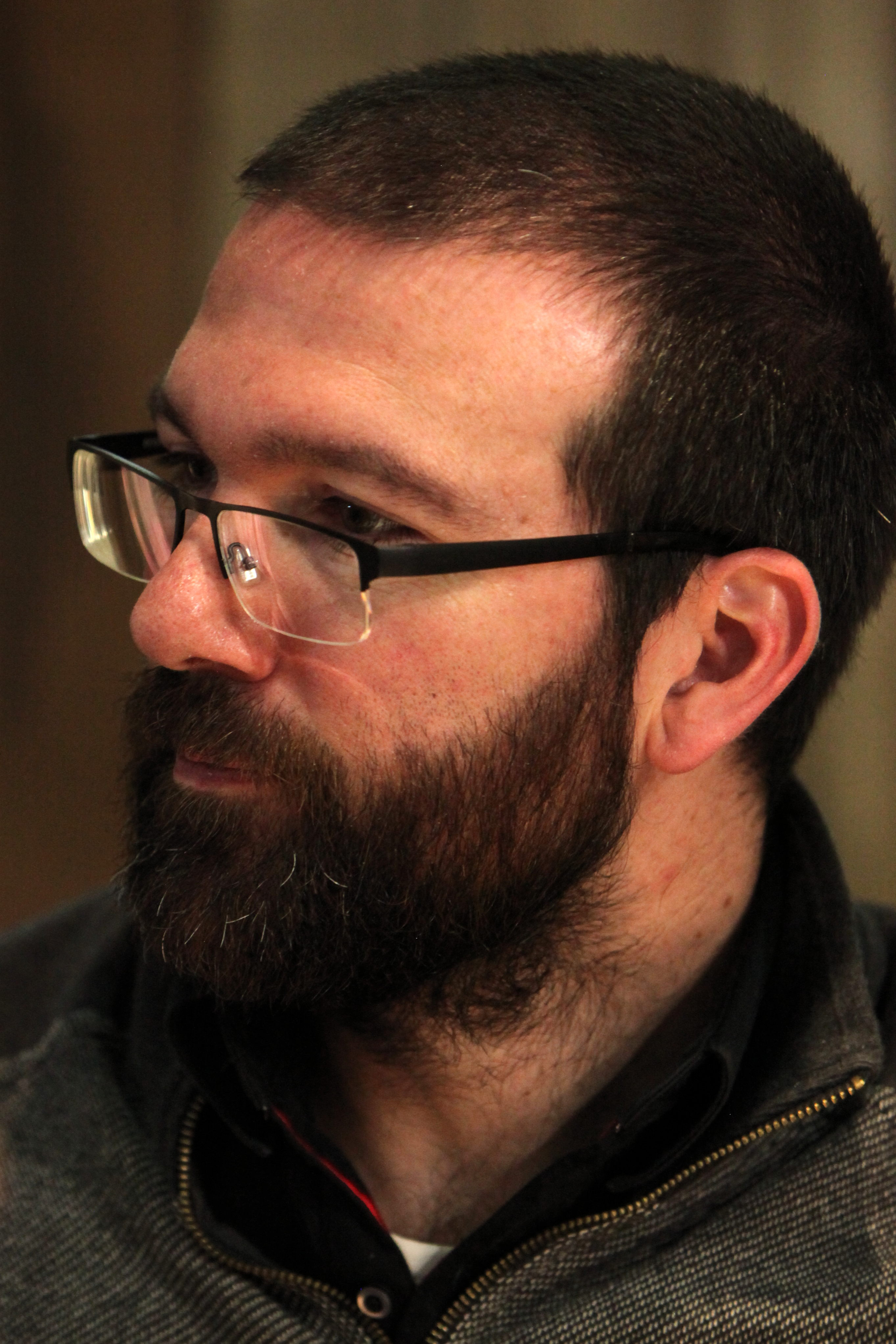
Anthony Roux, coréalisateur et coscénariste du film.

- Titre original : Dofus, livre 1 : Julith
- Titre à l'international : Dofus, book 1 : Julith[5]
- Réalisation : Anthony Roux et Jean-Jacques Denis
- Scénario : Anthony Roux et Olivier Vanelle
- Assistant réalisateur : Julien Bachelet
- Direction artistique (bible graphique) : Xavier Houssin
- Animation :
  - Directeur d'animation : Yoshimichi Tamura
  - Directeur d'animation traditionnelle : Carlo Toselli[6]
  - Animateurs : Jérémie Becquer, Jean-Sébastien Ratté, Masako Sakano
- Animation numérique :
  - Directeur d'animation numérique : Christophe Bulteel
  - Supervision de l'animation numérique : Jean-Baptiste Le Guen
  - Coordinateur de l'animation numérique : Anaïs Meuzeret
- Couleurs : Christine Szymkowiak
- Responsable des décors trait (bible graphique) : Fabrice Nzinzi[6],[7]
  - Responsable des décors couleurs (bible graphique) : Rudyard Heaton[6]
- Montage : Marie Laure Vanglabeke
- Supervisation des effets visuels : Kosal Sok
- Département du son : Pierre-Jean Beaudoin, Gregory Desmurs, Jean-Paul Hurier, Étienne Marque, Charles Michaud, Thomas Wargny
- Musique : Guillaume Houzé
  - Édition : Cécile Coutelier
  - Mixage : Stéphane Reichart
- Production : Frédéric Puech
  - Directrice de production : Stéphanie Baclet[6],[8]
  - Production exécutive : Anthony Roux et Emmanuel Franck
- Sociétés de production : Ankama Animations, Indie Sales, Pictanovo, France 3 Cinéma, Ciné+ et France TV
- Sociétés de distribution : Gebeka Films, France Télévisions, Ankama Animations (France), MC Distribution, Metropolis[9] (Liban), Films4You[9] (Portugal)
- Budget : 7,5 millions d'euros[10]
- Pays d'origine :  France
- Langue originale : français
- Genre : animation, comédie, action, aventures et fantasy
- Durée : 108 minutes
- Dates de sortie :
  - France : 7 novembre 2015 (festival d'Arras) ; 22 novembre 2015 (festival du film fantastique de Paris) ; 3 février 2016 (sortie nationale) ; 29 novembre 2017 (Ciné-Mômes, Cholet[11])
  - Liban : 10 mars 2016[9]
  - Portugal : 1er septembre 2016

## Distribution
Sauf indication contraire, les informations mentionnées dans cette section peuvent être confirmées par la base de données cinématographiques IMDb,  présente dans la section « Liens externes ».
- Laëtitia Lefebvre : Julith
- Élisabeth Ventura : Bakara
- Sauvane Delanoë : Joris
- Claire Baradat : Lilotte
- Jean-Claude Donda : Kerubim Crépin
- François Siener : Luis
- Mathias Kozlowski : Guy
- Emmanuel Gradi : Khan Karkass
- Bernard Alane : Atcham
- Patrick Poivey : Dardondakal
- Marc Saez : Marline
- Laurence Breheret : Jumelles Grimalkines
- Philippe Catoire : Roi de Bonta
- Xavier Fagnon : Leon Zitrool
- Jean-Marc Charrier, Zina Khakhoulia, Cyrille Monge, Christian Peythieu, Ana Piévic, Yves-Henry Salerne, Cindy Tempez, Jean-Rémi Tichit : voix additionnelles

## Sortie et promotion
Le travail autour du film débute en 2008. Il était alors prévu qu'il soit relié à des OAV, comme l'explique son réalisateur dans une interview à Actua BD en 2008 : « Nous prévoyons 5 OAV et un film, deux à trois OAV sortiront avant le film. [...] Après le film, nous sortirons les deux ou trois autres OAV, et chaque OAV parlera d'un héros du film. »
Le film, d'abord nommé Joris puis Dofus, livre 1 : Joris Jurgen et finalement Dofus - Livre 1: Julith, est premièrement prévu pour sortir courant 2013, mais est repoussé en août 2015 puis en février 2016 pour de nombreuses raisons, dont la production de la série animée Dofus : Aux trésors de Kerubim. Il est diffusé quatre fois en avant-première, hors « Dofus Day ». Les deux premières diffusions, où seules les trente premières minutes du film sont montrées, ont lieu en février 2015, avec les salariés de l'entreprise et quelques personnes externes venues grâce à un concours, puis le 18 juin 2015 lors du Festival international du film d’animation d’Annecy. Il est ensuite montré deux autres fois en 2015 dans sa version complète, pour des fans (toujours avec un concours ou un achat de billet sur place) le 14 novembre lors du Festival international du film d'Arras et le 22 novembre pour le Paris International Fantastic Film Festival.
La bande-annonce officielle sort le 2 décembre 2015 sur la plateforme de vidéos YouTube et l'affiche officielle le 5 décembre 2015. La dernière avant-première a lieu le 8 janvier 2016 à Lomme. Exactement un mois après sa sortie officielle en France, Dofus, livre 1 : Julith sort au Liban, distribué par MC Distribution et Metropolis, puis au Portugal le 1er septembre 2016 sous le titre Dofus, o filme, distribué par Films4You,.
Aux États-Unis et au Canada, la distribution de la version anglophone du film est prise en charge par la plateforme de jeux vidéo Steam. Dès novembre 2016, les utilisateurs du site Internet peuvent louer ou acheter le film,.
Dofus, livre 1 : Julith est diffusée pour la première fois à la télévision française sur la chaîne orientée jeux vidéo Game One le 18 novembre 2018 en première partie de soirée. Le 25 décembre de la même année, il est diffusé sur France 3 à minuit, en inédit sur une chaîne publique.

### Concours et événements
Au cours des années 2014 et 2015, en relation avec le film, Ankama organise plusieurs concours et événements mineurs ou majeurs. Le concours « Clash of Guilds ! » proposé en avril 2015, permet au gagnant de voir sa guilde du jeu Dofus apparaître dans le film. Le but d'un autre concours est de faire un très court film d'animation avec les personnages du film (résultats prodigués pendant le mois de décembre). Divers événements ont lieu, tels que l'anniversaire des 25 ans de la Grande Roue de Lille avec un stand Dofus pendant 6 semaines,, ou celui organisé dans plusieurs magasins Auchan avec des jeux-concours ou des chasses au trésor.
L'événement le plus important est celui des « Dofus Day ». Ils ont lieu à partir de décembre 2015 jusqu'à fin janvier 2016, partout en France. Pendant un ou deux jours sont organisés des « villages » où se déroulent des animations, des avant-premières, des tests sur des nouveaux jeux Ankama tels que Krosmaga et Dofus Touch (adaptation de Dofus pour tablettes), des rencontres, des activités, etc,,.
Le 24 juin 2016 est organisé un ciné-concert avec l'Orchestre national de Lille à l'auditorium du Nouveau Siècle de Lille. 80 des 100 musiciens ayant participé à la musique du film y sont présents, dirigés par l'allemand Frank Strobel. Des séances de dédicaces ainsi que diverses animations sont également mises en place,,,,,.

### Sélections en festivals
Le film est sélectionné en compétition au Arras Film Festival, au Paris International Fantastic Film Festival et au Festival international du film d'animation d'Annecy. Il est également projeté au Festival international du film d'animation de Bruxelles et au Maroc avec le Festival international du cinéma d'animation de Meknès fin mars. Il est diffusé et présenté en octobre 2015 aux Pays-Bas pour le Festival Junior Co-Production Market de Cinekid à Amsterdam, et au Canada pour le Cartoon Connexion Canada,.
Pour pouvoir conquérir les marchés cinématographiques d'Amérique du Nord et du Sud, l'organisme Unifrance (institut pour la promotion du cinéma français à l’échelle internationale) participe au Festival du film de Miami du 7 au 10 mars 2016. Seulement deux films d'animation français sont projetés au public : Tout en haut du monde de Rémi Chayé et Dofus. Cependant, comme le rappelle le site spécialisé Krozmotion, la « projection ne garantit pas la vente du film ».

## Accueil

### Accueil critique
Les critiques professionnelles sont mitigées : certaines, comme Télérama ou Le Parisien, évoquent un film « idiot », avec des « blagues pour ados et pré-ados », pour les « geeks » et lui reprochent son inspiration de l'animation japonaise. Cécile Mury de Télérama ajoute que le film « reste bizarroïde et brouillon ». Studio Ciné Live et Première poursuivent en le qualifiant de « laid », « vulgaire » et « hystérique ».
Tandis que d'autres critiques, tels Le Monde, 20 Minutes ou TF1 sont très positives et rapportent que le film, 100 % français, est une réussite : 20 Minutes trouve que Joris, le héros, est très attachant et ingénieux, et qu'il est « l'une des plus grandes réussites de ce film d'animation ». Montré ici au début de son adolescence, il est naïf et quelque peu égoïste, très différent du personnage guerrier et courageux qu'il incarne plusieurs centaines d'années après, dans la série d'animation Wakfu, a expliqué Anthony Roux à 20 Minutes, conquis. L'Humanité, également très ravi de ce film, avance tout le contraire du Parisien : il le trouve très soigné au niveau du dessin, drôle, émouvant et mature. Ainsi, le journal parle d'un « film de qualité », qu'il conseille aux personnes de tous âges, même s'ils ne connaissent pas le jeu qui y est associé.
Le Journal du dimanche, Les Fiches du cinéma et La Croix, quant à eux, restent mitigés : ils sont satisfaits par le film, même si le scénario, « regorgeant de péripéties », est un peu « désordonné », que les personnages sont « trop archétypaux » et que l'humour peut « manquer de finesse ».

### Accueil public et box-office
| Pays ou région | Box-office     | Date d'arrêt du box-office | Nombre de semaines |
| -------------- | -------------- | -------------------------- | ------------------ |
| France         | 84 588 entrées | 27 avril 2016              | 12                 |
| Portugal       | 13 804 $       | 24 septembre 2016          | 4                  |

Du côté du public l'avis est plus clair : sur le site Allociné, pour 633 notes fin février 2016, le film obtient une note moyenne de 4,6. 66 % des votants ont voté 5 étoiles, 26 % ont voté 4 étoiles et seulement 8 % ont voté 3 ou moins,,. Le 4 février, soit un jour après la sortie, se trouve environ la même note.

Dès le premier jour en salle, Dofus, livre 1 : Julith atteint 10 000 entrées avec 130 salles, prévues initialement à 300. Il se situe donc dans les films « moyens » du box-office français. Par la sortie du septième opus de Star Wars en décembre 2015, beaucoup de films ont décalé leurs entrées à février, ce qui a fait un mois chargé en sortie, avec notamment Chocolat, Steve Jobs, Les Tuche 2, Alvin et les Chimpunks 4 ou encore Deadpool la semaine suivante,,,. Le film ne fait que 39 367 entrées après une semaine (vingtième place) puis 21 878 la deuxième (hors top 20). Le film finit donc avec environ 84 588 entrées françaises et 85 833 entrés à l'international. Selon Tot, cela s'explique, autre par la date de sortie chargée pour le cinéma, par un avertissement placé sur le film et qu'il soit « hors cible » : 

« Je pense que nous avons créé un long métrage « hors cible », impossible à comprendre et à catégoriser pour beaucoup de personnes, dont les exploitants de salles. Au cinéma, si vous proposez un film en 2D, c'est que vous ciblez les enfants. J'ai même presque envie de dire que si vous proposez un film d’animation, c’est que vous ciblez les gosses et personne d’autre. C'est vraiment comme ça. Dofus[, livre 1 : Julith] étant en 2D, et en même temps ciblé pour les 8 ans et plus, beaucoup ont été perdus et n’ont pas su comment le placer. Ils l’ont laissé sur des horaires de diffusion « pour enfants », à savoir le matin à 10 h ou 11 h, et nous étions très peu présents sur les horaires dont nous avions réellement besoin, en soirée... »

 Mais Laëtitia Jaeck rappelle sur Europe 1 le 24 avril 2016 que le film « se positionne comme tous les films d’animation français [...] autour de 100 000 entrées, ». Roux poursuit son explication en décembre 2017 dans Le Journal des entreprises, le film s'adressant principalement aux pré-adolescents, qui, selon lui, « ne vont pas au cinéma, mais téléchargent. Nous avons fait peu d'entrées, mais nous étions en top des sites de téléchargement illégal. » Selon Nicole Buyse des Échos, Dofus, livre 1 : Julith est l'un des films les plus téléchargés de l'année 2016.
L'année de 2016 au cinéma est également importante au niveau du jeu vidéo puisque plusieurs films, y comprit Dofus, devant faire leur apparition sont dérivés d'eux (Assassin's Creed, Warcraft : Le Commencement, Angry Birds, le film, etc.). Et souvent, ces adaptations sont considérées comme « nulles » et « nanardesques ».
Au Portugal, Dofus, livre1 : Julith reste à l'affiche durant quatre semaines de quatre jours, du 1er au 25 septembre 2016. Il récolte 10 110 dollars durant les deux premières puis 3 694 dollars durant les deux dernières, pour un total de 13 804 dollars.

## Nominations
Sauf indication contraire, les informations mentionnées dans cette section peuvent être confirmées par la base de données cinématographiques IMDb,  présente dans la section « Liens externes ».
- 2016 : Festival international du film de Catalogne : nomination pour le meilleur film d'animation

## Projets de suites
Ankama prévoit de faire une trilogie, mais pour cela, Anthony Roux, également directeur artistique de l'entreprise, affirme trois mois avant la sortie du premier opus qu'il faudrait « 900 000, voire 1 million d'entrées » pour pouvoir réaliser un livre 2,. Laëtitia Jaeck, directrice adjointe d'Ankama, explique que le film « se positionne comme tous les films d’animation français » et qu'il y aura un deuxième opus, sûrement plus accentué pour les jeunes enfants,. Au festival d'Annecy 2016, Anthony Roux lui donne une date : « dans quatre ans si on a de la chance ». Mais un an après, dans un article de Focus on Animation d'août 2017 sur la sortie de la troisième saison de Wakfu, il est indiqué que « Tot a affirmé qu'il ne travaillait pas sur la suite du film Dofus, et que si ça se faisait, ce ne serait pas avant des années ». En mars 2024, dans une entrevue portant sur la saison 4 de Wakfu, il réitère : « Je crois qu’il va me falloir encore quelques années pour y retourner. […] C’est pas impossible, mais c’est vrai que c’est pas la priorité. »

## Produits dérivés
Plusieurs produits dérivés ont été créés comme un jeu de 57 cartes, un carnet, des posters, un calendrier de l'Avent, etc. Mais aussi une application pour mobile, intitulée Dofus Pogo, est sortie le 3 février, dont le but est de contrôler des tofus (petites créatures se rapprochant à des poussins) pour protéger le Dofus Ébène et les musiques du film sont présentes sur CD. Une collection de vêtements pour enfants est également vendue chez La Redoute.
Le coffret DVD/Blu-ray édité par France Télévision Distribution est sorti le 22 juin 2016 et contient, en plus du DVD et du Blu-Ray, un poster, un jeu de 54 cartes, deux figurines Krosmaster de Joris et Kerubim Crépin, une carte de loterie pour Dofus et un mug représentant Kerubim,.

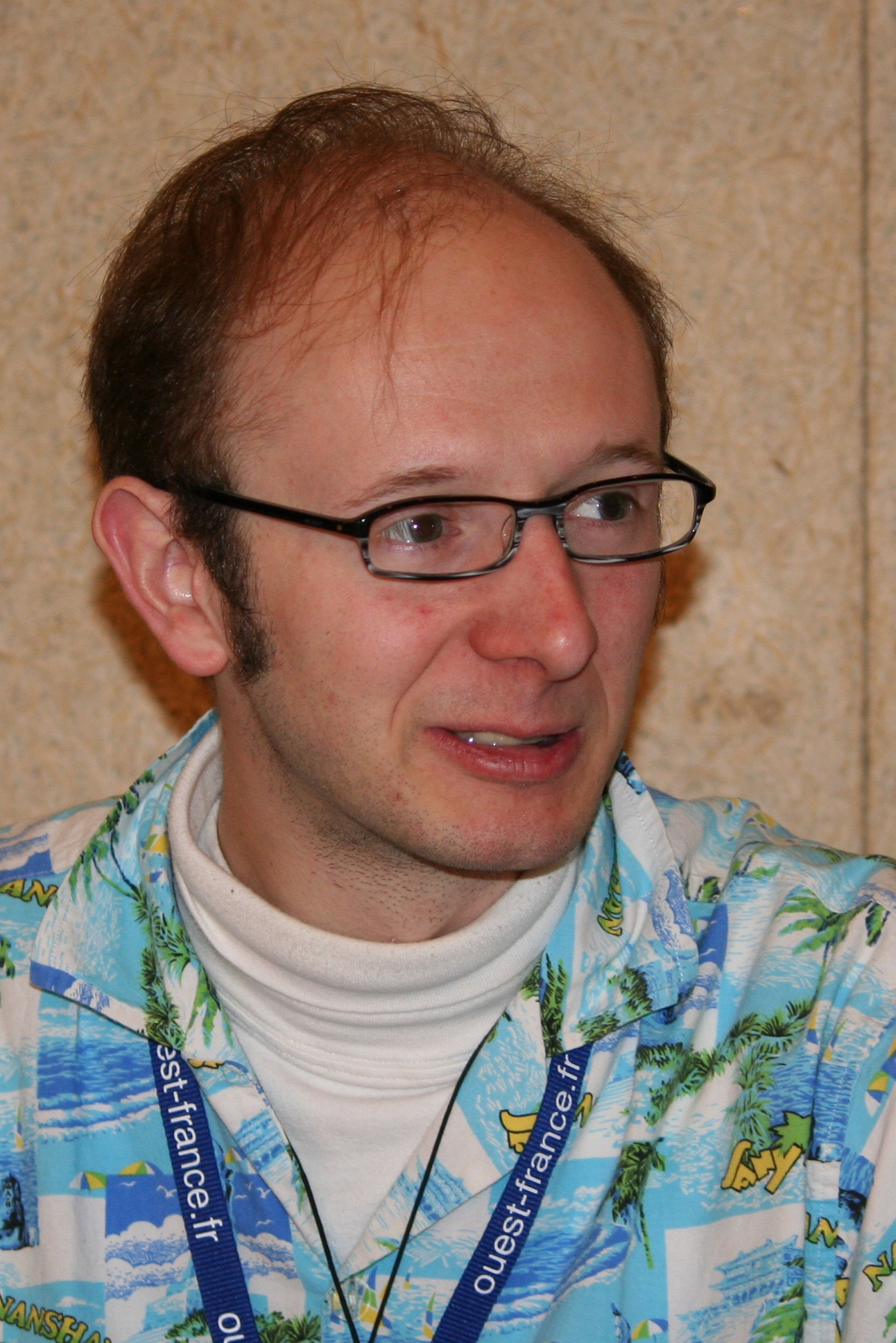
Ancestral Z, chargé du dessin du diptyque Dofus - Julith et Jahash.

Plusieurs livres sont sortis à l'occasion du film : un roman jeunesse inspiré de l'aventure du film intitulé Dofus - Livre 1 : Julith, écrit par Christophe Lambert (auteur des romans inspirés des séries animées Dofus : Aux trésors de Kerubim et Wakfu), publié aux éditions Bayard Jeunesse, une bande dessinée en deux parties, Dofus - Julith et Jahash, par Ancestral Z et Tot, dérivée du film mais qui fait tout de même partie de l'univers auquel il appartient, un artbook de 207 pages retraçant les cinq années de la création du film, ainsi que deux livres d'activités : Dofus, livre 1 : Julith : Le livre d'activité : La Grande Aventure de Joris et Dofus, livre 1 : Julith : Le livre d'activité : Spécial boufbowl.
Les personnages de Bakara, Julith et Jahash, qui sont des Huppermages, ont permis l'apparition de leur classe dans les jeux vidéo Wakfu et Dofus. Ils ont été disponibles dès janvier 2016 en avant-première par un achat permettant d'avoir une place pour le film ainsi que l'accès anticipé à la classe dans les deux jeux,. Les Huppermages sont disponibles sur Dofus depuis la mise à jour 2.33, du 3 février 2016 et sur Wakfu à partir du lendemain. Les héros du film sont également passés, pendant leur périple, par la « Dimension Écaflipus ». Celle-ci est donc également sortie, toujours le 2 février, sur Dofus.
Le film permet également la création d'une nouvelle boîte de jeu du jeu de figurines Krosmaster, du nom de Krosmaster Arena 2.0 : Dofus, livre 1 : Julith,, contenant un arène double-face, de nouveaux jetons et 6 figurines exclusives : Bakara, Lilotte, Papycha - Protecteur, Khan Karkass, Jahash, Joris - Bretteur, Julith et Marline. Cette boîte commence la saison 4 du jeu.